# كريستوفر مور (مقدم برامج إذاعية)
كريستوفر مور (بالإنجليزية: Christopher Moore)‏ هو مقدم برامج إذاعية بريطاني، ولد في 1941.